# Jebus (Jebus)
Jebus is een bestuurslaag in het regentschap Bangka Barat van de provincie Bangka-Belitung, Indonesië. Jebus telt 2356 inwoners (volkstelling 2010).